# Lisseth Chavez
Lisseth Chavez, född 25 maj 1989 i Vancouver, är en kanadensisk skådespelare.
Chavez har bland annat medverkat i TV-serierna The Fosters (2017–2018), The Rookie (2018–2023), Legends of Tomorrow (2021–2022).

## Filmografi (i urval)
- 2017–2019: The Fosters
- 2018-2023: The Rookie
- 2019–2020 – Chicago P.D. (TV-serie)
- 2021–2022: Legends of Tomorrow